# 释清定
释清定（1903年12月16日—1999年6月22日），俗名郑全山，又名郑有藏，男，浙江三门县三门人，中国佛教僧人。

## 生平
郑全山是浙江省三门县高枧乡人，其家族世代信仰佛教家庭，从小接触佛教思想。1925年毕业于广州大学哲学系，同年即投笔从戒，於1926年考入国民党陆军军官学校（即黄埔军校）第五期步科就读，旋又考取南京国民党政训研究班。毕业后被派往中国国民党中央军事委员会北平分会政训处工作，任少校秘书。不久调入南京，任中央军事委员会军事交通研究所中校处长，中华民族复兴社上海分社助理书记等职务。应工作出色，调入两广，任第四战区党政军干部训练团上校训育处长，第四战区政治部上校主任。随即进入重庆，任中央高级党政军干部训练团少将政训主任等职务。1941年5月3日前往重庆慈云寺，皈依澄一上师出家，同年12月17日，在成都昭覺寺第十四代方丈定慧和尚座下受具足戒。

## 師承
- 釋能海

### 修行发愿
清定法师得戒后，静住经楼，博闻强识，编习经律论三藏。1942年，能海上师从西藏学法归来，由宝光寺方丈贯一大和尚介绍与清定法师相识，清定法师在文殊院听能海上师讲解《菩提道次第》，听后，决定依止能海上师学修密宗，随侍能海上师去宝光寺听讲比丘戒。同年4月，清定上师随能海上师前往近慈寺结夏安居。有一天，清定法
师在听完能海上师讲解的上师无上供养观行法及比丘戒后，在能海面前发愿：

皈依上师三宝尊，正法久住我发心，世世出家修净戒，自他佛道稳速成。广建三宝转法轮，众生罪苦我代受，善根利乐施有情，一一令发菩提心。

能海上师听后，一句一句为清定法师印证，并嘱咐每日诵念此愿，行愿无尽，即身成佛。

### 上海金刚道场
1946年，清定法师前往武汉、上海一带宏法讲经，在上海期间，清定法师广弘密法，依止学法者甚多，曾主持和平息灾法会，并主修藏密，同时，得能海上师正式传法，负责上海金刚道场。讲经圆满后，就地住藏经楼阅藏，读完六百卷《般若经》。返回四川后，遵能海上师嘱咐主持重庆金刚道场。於1948年奉能海上师命往南京、上海宏法，应赵朴初、倪正等居士所请，住上海觉园主持班禅纪念堂，成立上海金刚道场，並擔任住持。
清定法師於1949年初，擔任著上海金剛道場住持，1957年清定法師受上海市中級人民法院判處無期徒刑，金剛道場也在1966年被勒令解散；後於1975年被特赦釋放，清定法師回到故鄉先以行醫為業，後接受天台國清寺方丈惟覺法師邀請，清定法師於1980年初在國清寺講經説法。

### 文革遭遇
文化大革命时期，因清定法师在大陆解放前担任国军少將職務，於1955年以國民黨軍隊撤退時投入金剛道場內荷花池中的槍支，作為清定法师的罪證，被冠以反革命罪名，關進了上海提籃橋監獄達20年之久。清定法师以佛门比丘宽大胸怀，违缘顺缘，随遇而安，在獄中，除了得空即靜坐外，常以自己的推拿鍼灸絕技為人治病，被譽為"勞改醫生"，並常為批評他的"紅衞兵"祈福、消業。終於在1975年3月獲得周恩來的特赦平反昭雪，回到故鄉行醫。

### 晚年
1980年清定法师由中国佛教协会介绍往天台山国清寺宏扬佛法。1984年，由成都石经寺僧人邀请前往石经寺擔任首座。1986年已八十四岁的清定法师前往昭觉寺，发深宏大愿，承担提振道风、培植僧材的責任，並重建昭觉寺大雄宝殿，其規模宏大為世人所矚目。
1984年，上海市中級人民法院為清定法師徹底的平反，同時撤銷了1957年的原判，恢復了法師的名譽；清定法師順應昭覺寺眾僧們的懇請，於1985年底重回昭覺寺，擔任昭覺寺方丈；1987年5月在昭覺寺舉行了隆重的升座儀式，清定法師成為臨濟宗第四十八世、昭覺堂上的第十七代祖師。 

## 职务
- 成都昭觉寺方丈
- 中国佛教协会暨四川省佛教协会常务理事
- 成都市佛教协会会长
- 中国人民政治协商会议成都市委员会常务委员[4]

## 弟子
- 释智敏
- 释演法

## 外部連結
- 華人百科-清定法師 （页面存档备份，存于）
- 清定上師行跡（佛教紀錄片） （页面存档备份，存于）
- 释清定, 清定大和尚, 清定上师, 清定法师- Q - 人物- 巴蜀网  （页面存档备份，存于）